# Cafedrine
Cafedrine (INN), còn được gọi là norephedrinoethyltheophylline, là một liên kết hóa học của norephedrine và theophylline và là một chất kích thích tim được sử dụng để tăng huyết áp ở những người bị tụt huyết áp.